# Vitor Rocha
Vitor Rocha (Pouso Alegre, 13 de outubro de 1997) é um ator, diretor, escritor e roteirista brasileiro. Eleito pela revista Forbes um dos 90 jovens mais bem sucedidos e promissores do país em 2019. Seu trabalho mais notório é o musical Cargas D'Água - Um Musical de Bolso, que lhe rendeu diversas indicações a prêmios de teatro, o consagrou o primeiro autor a receber um Prêmio Bibi Ferreira, na categoria revelação e ganhou montagens em Londres e Nova York.
Além de outros espetáculos, é autor do livro Casusbelli e fundador do projeto social homônimo que une artistas em prol de crianças de ONGs e escolas rurais.  

## Primeiros anos
Vitor Rocha nasceu na cidade de Pouso Alegre, em 13 de outubro de 1997. Ele se mudou para Jacutinga ainda jovem, onde iniciou sua carreira através do teatro Cia. Amistad & Alegria, atuando em diversos espetáculos.

## Carreira
Sua estreia no teatro musical profissional ocorreu em 2018 na cidade de São Paulo, atuando, dirigindo e escrevendo ㅡ ao lado de Ana Paula Villar ㅡ o espetáculo Cargas D’Àgua - Um Musical de Bolso. O musical foi sucesso de público e crítica, fazendo duas temporadas na capital paulista e uma turnê pelo interior do Brasil. Pelo seu trabalho como autor, venceu o Prêmio Bibi Ferreira e Prêmio Destaque Imprensa Digital, além do Broadway Regional Awards, na categoria melhor roteiro de teatro musical. Como ator, foi indicado na categoria ator revelação no Prêmio Brasil Musical. Sua vitória no Prêmio Bibi Ferreira o consagrou como o primeiro autor a receber o troféu da categoria revelação.
Em 2019, estreou seu segundo musical, também de sua autoria: Se Essa Lua Fosse Minha. O espetáculo, que esteve em cartaz entre maio e julho no Teatro do Núcleo Experimental, em São Paulo, narra a história de um povo de Terrarosa, uma província da Espanha, que sai de sua terra em busca de um lugar para construir um novo amanhã.                Após uma temporada de sucesso na capital paulista, o espetáculo recebeu quatro indicações ao 7º Prêmio Bibi Ferreira, nas categorias melhor musical brasileiro, melhor roteiro original, melhor atriz e melhor letra e música. Ao lado de Elton Towersey, teve seu trabalho como compositor do espetáculo reconhecido ao receber o troféu de melhor letra e música.  
Em agosto do mesmo ano, realizou a estreia da montagem profissional de O Mágico Di Ó - Um Clássico em Forma de Cordel, onde assinou pela autoria do texto e foi responsável por interpretar o personagem Osvaldo. O espetáculo, que ficou em cartaz no Teatro João Caetano, em São Paulo, narra a saga de retirantes nordestinos que fogem da seca no sertão rumo à São Paulo na esperança de uma nova vida. A peça contou ainda com a direção do ator e cantor Ivan Parente e de Daniela Stirbulov, com um elenco formado por Luiza Porto, Elton Towersey, Lui Vizotto, Thiago Sak, Diego Rodda, Renata Versolato e Renan Rezende, que ficou responsável por alternar o papel do protagonista com Vitor Rocha. Durante a temporada de O Mágico di Ó, aconteceu no TADA! Theatre, em Nova Iorque, a estreia de Out Of Water - A Brazilian Pocket Musical, versão em inglês da peça Cargas D’Água.
Em outubro, realizou a terceira temporada paulista do espetáculo Cargas D’Àgua - Um Musical de Bolso, dessa vez no palco Teatro Viradalata, seguida por uma temporada no Rio de Janeiro, no mês de novembro. A estreia em São Paulo, ocorreu simultaneamente com a segunda montagem de Out Of Water realizada no Camden People's Theatre, em Londres.
Em 2022 fará sua estreia no cinema nacional como ator e roteirista no filme O Mágico Di Ó, produzido e dirigido por Pedro Vasconcelos, as filmagens aconteceram em Cabaceiras (Paraíba) e São Paulo em 2019.   

## Filantropia
Vitor Rocha foi responsável pela fundação de alguns projetos culturais em Jacutinga, como a Academia Jacutinguense de Letras e o Projeto Pardalzinho, que incluía voluntariamente aulas de teatro na grade escolar do ensino fundamental. 
Em 2016, deu início ao Projeto Casusbelli, um projeto social e de literatura que através de crowdfunding publicou independentemente o livro Casusbelli. A iniciativa foi responsável por reunir diversos artistas, atletas, personalidades e até mesmo grandes empresas em prol de crianças de ONGs e escolas rurais. Mais mil crianças dos estados de Minas Gerais e São Paulo receberam material escolar de qualidade através desse projeto e a história do livro se tornou uma peça teatral, Casusbelli - O Musical, escrito em parceria com o compositor Elton Towersey.

## Filmografia

### Cinema
| Ano  | Filme         | Diretor           | Papel                          |
| ---- | ------------- | ----------------- | ------------------------------ |
| 2020 | O Mágico Di Ó | Pedro Vasconcelos | Roteirista/Personagem: Osvaldo |

### Teatro
| Ano       | Espetáculo                                     | Papel/Função                                                 | Local                 |
| --------- | ---------------------------------------------- | ------------------------------------------------------------ | --------------------- |
| 2023      | Mundaréu de Mim                                | Autor, letrista e elenco de apoio                            | São Paulo             |
| 2021      | Bom dia sem companhia                          | Personagem: Vinícius/Autor                                   | São Paulo             |
| 2019/2020 | O Mágico Di Ó - Um Clássico em Forma de Cordel | Personagem: Osvaldo/Autor, letrista e produtor               | São Paulo             |
| 2019      | Out Of Water - A Brazilian Pocket Musical      | Autor, letrista, co-compositor                               | Nova Iorque e Londres |
| 2019      | Se Essa Lua Fosse Minha                        | Personagem: Pirulito/Autor, co-letrista e produtor           | São Paulo             |
| 2018/2019 | Cargas D'Àgua - Um Musical de Bolso            | Personagem: Charles/Autor, co-compositor, diretor e produtor | São Paulo             |

## Prêmios e Indicações
| Ano       | Prêmio                                 | Categoria                  | Trabalho                                     | Resultado |
| --------- | -------------------------------------- | -------------------------- | -------------------------------------------- | --------- |
| 2018      | Prêmio Bibi Ferreira                   | Revelação                  | Cargas D'Àgua - Um Musical de Bolso          | Venceu    |
| 2018      | Prêmio Bibi Ferreira                   | Letra e Música Original    | Cargas D'Àgua - Um Musical de Bolso          | Indicado  |
| 2018      | Prêmio Reverência                      | Roteiro Original           | Cargas D'Àgua - Um Musical de Bolso          | Indicado  |
| 2018      | Prêmio Destaque Imprensa Digital       | Roteiro Original           | Cargas D'Àgua - Um Musical de Bolso          | Venceu    |
| 2018      | Broadway World: Brazil Regional Awards | Roteiro Original           | Cargas D'Àgua - Um Musical de Bolso          | Venceu    |
| 2018      | Prêmio Brasil Musical                  | Ator Revelação             | Cargas D'Àgua - Um Musical de Bolso          | Indicado  |
| 2018      | Prêmio Aplauso Brasil de Teatro        | Trilha Sonora Original     | Cargas D'Àgua - Um Musical de Bolso          | Indicado  |
| 2019/2020 | Prêmio Bibi Ferreira                   | Roteiro Original           | Se Essa Lua Fosse Minha                      | Indicado  |
| 2019/2020 | Prêmio Bibi Ferreira                   | Letra e Música Original    | Se Essa Lua Fosse Minha                      | Venceu    |
| 2019/2020 | Prêmio Destaque Imprensa Digital       | Roteiro Original           | Se Essa Lua Fosse Minha                      | Indicado  |
| 2019/2020 | Broadway World: Brazil Regional Awards | Roteiro Original           | Se Essa Lua Fosse Minha                      | Indicado  |
| 2019/2020 | Letra e Música Original                |                            | Se Essa Lua Fosse Minha                      | Indicado  |
| 2019/2020 | Prêmio Arcanjo de Cultura              | Teatro                     | Se Essa Lua Fosse Minha                      | Indicado  |
| 2019/2020 | Prêmio Aplauso Brasil de Teatro        | Espetáculo Infanto Juvenil | O Mágico Di Ó, O Clássico em Forma de Cordel | Indicado  |
| 2021/2022 | Prêmio Bibi Ferreira                   | Letra e Música Original    | Bom Dia Sem Companhia                        | Indicado  |
| 2021/2022 | Prêmio Destaque Imprensa Digital       | Melhor Roteiro Original    | Bom Dia Sem Companhia                        | Venceu    |
| 2021/2022 | Prêmio Cenym                           | Melhor Roteiro Original    | Bom Dia Sem Companhia                        | Indicado  |